# Залмай Халілзад
Залма́й Халілзад (англ. Zalmay Khalilzad; пушту: زلمی خلیلزاد; нар. 22 березня 1951, Мазарі-Шариф, Афганістан) — американський дипломат, постійний представник Сполучених Штатів при ООН з 2007 до 2009 року. У минулому посол в Афганістані і Іраку. Активний у політиці з початку 1980-х років, є найбільш високопоставленим урядовцем мусульманського та афганського походження у США.

## Біографія
Народився в місті Мазарі Шаріф у північному Афганістані в родині етнічних пуштунів клану Noorzai. Батько працював в уряді короля Мухаммед Захір-шаха. Навчався у приватній школі в Кабулі, пізніше імігрував в Сполучені Штати за програмою обміну, де закінчував навчання у середній школі. В Американському університеті у Бейруті, Ліван отримав ступінь бакалавра і пізніше магістра. Докторську дисертацію захищав в Університеті Чикаго. З 1979 по 1989 рр. працював викладачем політології в Колумбійському університеті, тісно співпрацював із Збігневом Бжезинським.
У 1984 р. Халілзад отримав посаду у Раді з міжнародних відносин і почав працювати у Державному департаменті під керівництвом директора відділу політичного планерування Пола Вульфовіца. З 1985 до 1989 рр. Халілзад працював у адміністрації президента Рональда Рейгана як радник під час радянської війни в Афганістані і Ірано-іракської війни. У цій ролі він займався розробкою програм щодо усунення радянської присутності у Афганістані, зокрема за участі ісламських повстанців. У 1990—1992 рр. він також працював в адміністрації президента Джорджа Буша у Міністерстві оборони США, як другий заступник міністра відповідальний за політичне планування.
У травні 2001 р. Халілзад був призначений особливим помічником президента США з питань південно-західної Азії, Близького Сходу і північної Африки в Раді державної безпеки. У грудні 2002 р. президент Буш призначив його спеціальним послом у справах Іраку для підготовки реорганізації країни після усунення Саддама Хусейна від влади. Після терористичних актів 11 вересня 2001 р. Залмай Халізад брав участь у плануванні вторгнення у Афганістан і війни проти талібів. Після перемоги США у війні він був призначений послом у Афганістані, де він залишався з листопада 2003 р. до червня 2005 р. У цей час він допомагав у створенні конституції країни, організації перших виборів і засіданні новообраного парламенту. Як посол він також допомагав заснувати Американський університет у Афганістані — перший західний навчальний заклад у країні.
У жовтні 2021 року CNN повідомила, що Залмай Халілзад, головний посланник США в Афганістані, покине свою посаду в Афганістані після закінчення виведення американських військ в Афганістані.